# Agilus
Agilus (* um 580 in Burgund; † 30. August um 650 in Rebais-en-Brie, Frankreich) war ein heiliger Abt und Missionar der Baiern.
Im Französischen auch: Aile, Ail, Aisle, Ayeul, Ely.

## Leben
Er entstammte einer adligen Familie, war ein Schüler des hl. Columban und  Mönch des Klosters Luxeuil. Gemeinsam mit dem hl. Eustasius missionierte er die Baiern.
Es lässt sich historisch nicht beweisen, dass er der Gründer des Klosters Weltenburg ist.
Er wurde später erster Abt des Klosters Rebais-en-Brie bei Paris, das 635 vom hl. Audoin (auch Aldowin) gegründet worden war. Durch Unterstützung des Königs Dagobert I. und des Pariser Hochadels wurde es ein Musterkloster des iroschottischen Mönchtums.
Sein Gedenktag ist der 30. August. Die Hugenotten vernichteten seine Reliquien.